# جوایز انجمن موسیقی کانتری ۲۰۱۳
جوایز انجمن موسیقی کانتری ۲۰۱۳، چهل و هفتمین مراسم است که در ۶ نوامبر ۲۰۱۳ در نشویل، تنسی با میزبانی برندگان جایزه سی‌ام‌ای برد پیزلی و کری آندروود برگزار شد. تیلور سوئیفت و کیسی ماسگریوز هرکدام در ۶ بخش نامزد شده بودند، که بیشترین مقدار در مراسم بود.

## برندگان و نامزدها
نام برندگان به‌صورت پررنگ نوشته شده است.
| سرگرم‌کنندهٔ سال | آلبوم سال |
| --- | --- |
| - جرج استریت - جیسون الدین - لوک برایان - بلیک شلتون - تیلور سوئیفت | - بر پایه داستان واقعی… — بلیک شلتون - دمیده — کری آندروود - سرخ — تیلور سوئیفت - همان تریلر در پارکی دیگر — کیسی ماسگریوز - تورنادو — لیتل بیگ تاون |
| خوانندهٔ مرد سال | خوانندهٔ زن سال |
| - بلیک شلتون - جیسون الدین - لوک برایان - اریک چرچ - کیث اربن | - میراندا لمبرت - کلی کلارکسون - کیسی ماسگریوز - تیلور سوئیفت - کری آندروود |
| گروه وکال سال | دونفرهٔ وکال سال |
| - لیتل بیگ تاون - الی یانگ بند - لیدی آنتبلوم - بند پری - زک براون بند | - فلوریدا جورجیا لاین - بیگ اند ریچ - لاو اند دفت - شوگرلند - سیویل وارز - تامپسون اسکوئر |
| تک‌آهنگ سال | ترانهٔ سال |
| - «سفر» — فلوریدا جورجیا لاین - «بزرگ‌راه اهمیت نمی‌دهد» — تیم مک‌گرا به‌همراهی تیلور سوئیفت و کیث اربن - «قلب شکسته مامان» — میراندا لمبرت - «چرخ و فلک» — کیسی ماسگریوز - «چرخ واگن» — داریوس راکر                                                           | - «من وانت تو را می‌رانم» — جسی اکساندر، کانی هرینگتون و جیمی یری (لی برایس) - «قلب شکسته مامان» — برندی کلارک، شین مک‌انالی و کیسی ماسگریوز (میراندا لمبرت) - «چرخ و فلک» — کیسی ماسگریوز، جاس آزبورن و شین مک‌انالی (کیسی ماسگریوز) - «پونتون» — ناتالی همبای، لوک لیارد و بری دین (لیتل بیگ تاون) - «چرخ واگن» — باب دیلن و کچ سکور (داریوس راکر) |
| هنرمند جدید سال | موسیقی‌دان سال |
| - کیسی ماسگریوز - لی برایس - برت الدرج - فلوریدا جورجیا لاین - کیپ مور | - مک مک‌آنالی - سام بوش - پل فرانکلین - دن هاف - برنت میسون |
| موزیک ویدئوی سال | رویداد موسیقی سال |
| - «بزرگ‌راه اهمیت نمی‌دهد» — تیم مک‌گرا به‌همراهی تیلور سوئیفت و کیث اربن - «دمیده» — کری آندروود - «پسرهای این اطراف» — بلیک شلتون به‌همراهی پیستول انیز و دوستان - «پایین شهر» — لیدی آنتبلوم - «قلب شکسته مامان» — میراندا لمبرت - «تورنادو» — لیتل بیگ تاون | - «بزرگ‌راه اهمیت نمی‌دهد» — تیم مک‌گرا به‌همراهی تیلور سوئیفت و کیث اربن - «پسرهای این اطراف» — بلیک شلتون به‌همراهی پیستول انیز و دوستان - «سفر» — فلوریدا جورجیا لاین به‌همراهی نلی - «عجله نکن» — کلی کلارکسون به‌همراهی وینس گیل - «تنها راهی که بلدم» — جیسون الدین به‌همراهی لوک برایان و اریک چرچ                                                 |
| جایزهٔ اعلا | جایزهٔ دستاورد هنرمند بین‌المللی |
| - تیلور سوئیفت | - تیلور سوئیفت |
| منبع: | |